# بیرج عروس
بیرج عروس (به هندی: Biraj Bahu) فیلمی محصول سال ۱۹۵۴ و به کارگردانی بیمال روی است. در این فیلم بازیگرانی همچون کامینی کاشال، آبی باتاچاریا، پران و افتخار ایفای نقش کرده‌اند.